# 내 남자 사용법 2
《씽크 라이크 어 맨 투》(영어: Think Like a Man Too)는 2014년 공개된 미국의 로맨틱 코미디 영화로, 2012년 영화 《내 남자 사용법》의 속편이다.

## 출연

### 주연
- 케빈 하트
- 로마니 말코
- 테렌스 J

### 조연
- 마이클 엘리
- 게리 오웬
- 제리 페라라
- 레지나 홀
- 메건 굿
- 타라지 P. 헨슨
- 가브리엘 유니온
- 웬디 맥렌던 커비
- 라 라 앤서니
- 아담 브로디
- 데이빗 월튼
- 제니퍼 루이스
- 코코 오스틴

## 기타
- 프로듀서: 윌리엄 파커
- 의상: 살바도어 페레즈 주니어
- 배역: 킴 하딘